# خورشید و ماه (مجموعه تلویزیونی)
خورشید و ماه یک مجموعه تلویزیونی محصول سال ۱۳۸۰–۱۳۷۹ به کارگردانی مهدی حسینی‌وند، نویسندگی افشین احمدی و مهدی حسینی‌وند و تهیه‌کنندگی می‌باشد که از شبکه پخش شد.

## خلاصه داستان
این مجموعه قصهِ زندگی یک پیرزن ۶۵ ساله است که صاحب یک رستوران قدیمی است. تمام وسایل رستوران هم متعلق به پنجاه سال پیش است. خورشیدخانم خاطرات زیادی از این مکان دارد. در این میان برای داماد خورشیدخانم مشکل مالی به وجود می‌آید و او مجبور است رستوران را برای رفع مشکلش بفروشد. خورشیدخانم اول راضی به فروش رستوران نیست، ولی کم‌کم به این قضیه رضایت می‌دهد. داماد خورشیدخانم اولین مشتری را، که برای خرید رستوران می‌آید، نمی‌پسندد و …

## بازیگران
- مینا جعفرزاده
- محبوبه بیات
- بهزاد رحیم‌خانی
- مهدی امینی‌خواه
- زهرا سعیدی
- الهام جعفرنژاد
- حسین کسبیان
- محمدعلی ورشوچی
- برزو ارجمند
- پویا امینی
- محمود نظرعلیان
- مهسا عظیمی
- منوچهر علیپور
- سیامک اشعریون
- افسانه ناصری
- شیوا معبود
- هانیه پوری
- آزاده محمدی
- فتحعلی اویسی
- عنایت شفیعی
- مریم طلائی
- شبنم کسرائی
- آرش علیپور
- محمود زاج‌فروش
- فریبرز رضائی
- حسن توفیق
- مریم ساسانی
- رضا حامدی
- سعید عبدالله‌زاده
- تقی محمددوست
- حاج اصغر معماریان
- امیر نفری
- هرایر هارتونیان
- بهناز جوزانی
- نادر اکبری
- استاد رضا وهدانی
- محبت عبداللهی
- بهاره نقیبی
- صفری
- الاسوند
- مولوی
- ابوطالب
- جعفری‌زاده
- عطائی
- خاضع
- ملکی

### بازیگران خردسال
دنیا حسینی‌وند
- درسا خسرویان
- پارسا پازرلو
- زهرا جمشیدی.

## عوامل تولید
- کارگردان: مهدی حسینی وند عالی پور
- مجری طرح و تهیه‌کننده: حسن جمشیدی
- تصویربردار: افشین‌احمدی
- مدیرتولید: حسین‌جمشیدی
- صدابردار: محمد شاهوردی
- نویسندگان: افشین احمدی، سیدجلال دری، مهدی حسینی‌وند
- آهنگ‌ساز: امید کرامتی
- طراح گریم: بابک شعاعی
- شاعر: چترنور
- خواننده: رامیار شیخ لاری